# 翼賛議会
翼賛議会（よくさんぎかい）とは、太平洋戦争（大東亜戦争）中に於ける帝国議会の呼称。その始期については新体制運動の中で既存政党が解党されて大政翼賛会が結成された1940年とするのが一般的であるが、翼賛議会としての体裁が本格的に整うのは、1942年の第21回衆議院議員総選挙（翼賛選挙）以後のことである。

## 概説
戦時下で行われた唯一の国政選挙となる1942年4月30日の第21回衆議院議員総選挙は、大政翼賛会が推薦した候補者（主に大政翼賛会の別働隊的院内会派である翼賛議員同盟の議員を中心としていた）に対してよく翼賛会の下部組織の一つである大日本翼賛壮年団（翼壮）をはじめとする官民からの支援が行われ、逆に非推薦候補者に対しては選挙干渉とも言えるような圧迫が加えられたとされている。この結果、466の定数のうち381名の翼賛会推薦議員が当選した。このため、この選挙を翼賛選挙とも呼ぶ。
翼賛選挙後の5月20日、翼賛政治会（翼政会）が結成された。翼賛政治会には刑事事件で起訴された2名を除く全ての衆議院議員が参加した。翼政会の下での帝国議会においては「派閥政治の一掃と真の国家的見地に立った行動」が求められ、戦争を有利に進めるために政府提出法案を無修正で速やかに成立させることが帝国議会議員の義務とされた。この議会は「翼賛議会」と称されて、これによって名実ともに一党支配の政治体制が完成された。だが、形式的には大日本帝国憲法によって権力分立が維持されて法律や予算の成立には議会の賛同が必要であったために、政府（官僚）や軍部が強力な権限を保持していても超然主義による戦争遂行は不可能であり、議員に対しては政府内の役職を与えることによる懐柔策や「聖戦完遂」（日本が戦争で勝利する）という政府・議会の共通目標を大義名分として強調することで協力を得ることで辛うじて議会を掌握していたのである。つまり実際には、当時の翼賛議会は無力な行政補助機関と言うよりは、政府・軍部の聖戦完遂政策を推進する協力勢力と言える存在であった。だが、戦況悪化とともに非推薦議員を中心として同会の行動に反旗を翻す議員が続出して、同会の内部の脆さが露呈した。また、軍部と結んで国政の主導権を取ろうとする翼政会指導部の方針に対して、支持母体である大政翼賛会や翼壮が反対したために民衆に対する影響力も低下した。1945年3月11日には岸信介が「護国同志会」を旗揚げして翼賛政治会から離反する。このため、軍部は同年3月30日に翼賛政治会他諸団体を強制的に統合して大日本政治会（日政会）を結成させた（6月13日に翼賛会と翼壮は解散され、日政会に正式に統合される。なお、翼壮の政治部門以外は直後に成立した義勇兵役法によって国民義勇隊に統合された）。だが、この強制的統合は3団体の関係者の反感を買って却って機能低下を招いた。

## 戦後
日本の敗戦後、9月14日に大日本政治会は解散したが、日政会に所属していた議員の大半が11月に日本進歩党を結成した。そのため進歩党は今日では「日政会の後身」と評価されている。だが翼賛選挙で協議会推薦で当選した候補が中心となって結成された政党なので、進歩党は翌1946年の公職追放令で所属議員273名のうち実に259名が公職追放され大きな打撃を受けた。

## 補注
1. ↑  ただし、これをもって単純にこの時期の議会が政府・軍部の支配下に入ったというのは早計である。なぜなら、政府や軍部に批判的な政治家でも日本が戦争に敗北することを支持していた政治家は皆無であり、重大な問題があるものでなければ戦争遂行のための法案に反対する理由が無かったからである。
2. ↑  大政翼賛会成立後、東條内閣の初期を除いては閣僚・内閣参議・政務次官やその他諮問機関の委員など政府の役職の一部には、衆貴両院の議員が任命されて内閣の一翼を担っていた。
3. ↑  非推薦議員の中にはこうした動きに反発する動きもあったが、翼政会首脳部によってその動きは抑えられ、また同調する議員も少なかった。